# لوسین بیکر
لوسین بیکر (به انگلیسی: Lucien Baker) سناتور سابق عضو حزب جمهوری‌خواه ایالات متحده آمریکا بود. وی در سال ۱۸۹۵ تا ۱۹۰۱ میلادی سناتور ایالت کانزاس در سنای ایالات متحده آمریکا بود.